# Limnophila (Limnophila) politostriata
Limnophila (Limnophila) politostriata is een tweevleugelige uit de familie steltmuggen (Limoniidae). De soort komt voor in het Palearctisch gebied.